# Dardanup Shire
Koordinaten: 33° 19′ S, 115° 42′ O

Das Shire of Dardanup ist ein lokales Verwaltungsgebiet (LGA) im australischen Bundesstaat Western Australia. Das Gebiet ist 527 km² groß und hat etwa 14.000 Einwohner (2016).
Dardanup liegt im Südwesten des Staates am Great Northern Highway etwa 160 Kilometer südlich der Hauptstadt Perth und östlich von Bunbury. Der Sitz des Shire Councils befindet sich im zur Stadt Bunbury gehörenden Stadtteil Eaton, wo etwa 8500 Einwohner leben (2016).

## Verwaltung
Der Dardanup Council hat zehn Mitglieder. Sie werden von allen Bewohnern des Shires gewählt. Dardanup ist nicht in Bezirke unterteilt. Aus dem Kreis der Councillor rekrutiert sich auch der Vorsitzende des Councils (Shire President).